# Gerrit van Assendelft (16e eeuw)

Wapen van Gerrit van Assendelft

Gerrit van Assendelft (1487 - 1558), telg uit het adellijk geslacht Van Assendelft, was raadsheer en president van het Hof van Holland. In het tweede kwart van de zestiende eeuw was hij één van de sleutelfiguren in Holland.
Gerrit van Assendelft was een zoon van de edelman Klaas van Assendelft en Aleid van Kijfhoek. Hij studeerde rechten in Orléans, waar hij in 1507 de graad van meester behaalde. Te Orléans trad hij in het huwelijk met Catharina de Chasseur, een koopvrouw van lagere komaf. Uit dit huwelijk kregen zij één zoon: Klaas. Omdat zijn familie deze verbintenis niet wenste te accepteren is er tot ver na zijn dood getwist over zijn erfenis.
Van Assendelft werd bij het aantreden van de latere keizer Karel V in 1515 benoemd tot raadsheer in het Hof van Holland, een functie die eerder zijn grootvader decennialang had vervuld. In 1528 promoveerde hij tot eerste raadsheer presiderende, wat in feite betekende dat hij de nieuwe president van het Hof van Holland werd. Hij volgde hiermee Nicolaas Everaerts op. Van Assendelft had goede banden met Cornelis Suys, die hem als president zou opvolgen.
Volgens afschrift van een oorkonde in het archief van de familie Van Reede van Oudtshoorn, opgemaakt in Brussel op 25 juni 1536, verkoopt keizer Karel V aan Van Assendelft het klerk-, bode- en schoutambacht van Beverwijk voor een som van vijfhonderd en twintig ponden.

## Rol in de maatschappij
Het Hof van Holland was in naam van de vorst verantwoordelijk voor de rechtspraak en het bestuur in Holland, Zeeland en Westfriesland. Op gewestelijk niveau was Gerrit onder de stadhouder de belangrijkste ambtenaar in Holland, hij was betrokken bij het vernieuwen van de schepenbanken in de steden en onderhandelingen met de Staten van Holland. Hij vormde met 162 andere vorstelijke ambtenaren die werkzaam waren bij de gewestelijke instellingen in en de Rekenkamer in Den Haag de ruggengraat van de organisatie van Holland. De prioriteiten van Keizer Karel V lagen niet bij de Nederlanden en de belangen van de vorst en zijn grote rijk lagen niet in lijn met die van de inwoners van Holland. Mensen als Gerrit van Assendelft zorgden voor het op gang houden van de dialoog tussen de verschillende belangen op centraal niveau, de vorst, landvoogdes en centrale instellingen, en lokaal niveau zodat de belangen van de inwoners toch gehoor vonden.
Gerrit van Assendelft zou de functie tot aan zijn dood in 1558 bekleden. Mede dankzij zijn lange loopbaan werd Gerrit van Assendelft een van de beeldbepalers van het Holland van de zestiende eeuw, in de overgang naar de nieuwe tijd van de Republiek.

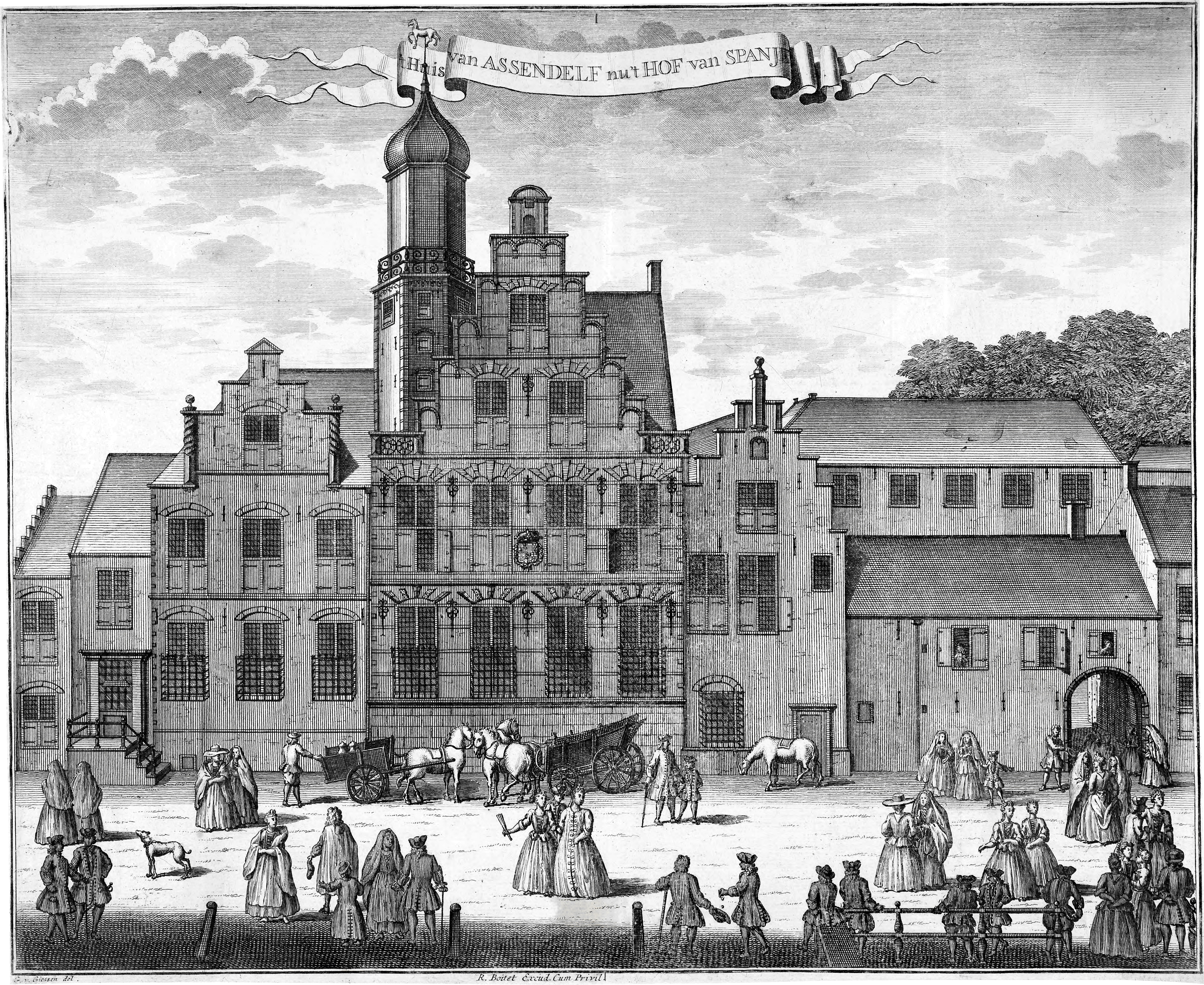
Het kapitale huis van Gerrit van Assendelft aan het Westeinde in Den Haag

## Beschuldigingen en rehabilitatie
Tijdens zijn carrière is Gerrit van Assendelft vanuit Rooms-Katholieke hoek er verschillende malen van beschuldigd de leer van de kerk niet te volgen en er protestante sympathieën op na te houden. Hij heeft altijd ontkend en het is nooit tot een veroordeling gekomen. In 1555 kwam hij onder vuur te liggen van raadsheer Willem Snouckaert, die hem van allerlei corrupte praktijken en vriendjespolitiek beschuldigde. Van Assendelft werd in 1559 van deze beschuldigingen postuum vrijgesproken. Zijn lichaam werd bijgezet in de familiekapel in de Grote of Sint-Jacobskerk te Den Haag.